# Kawagoe
Kawagoe (川越市 -shi) é uma cidade japonesa localizada na província de Saitama.
Em 2003, a cidade tinha uma população estimada em 333 621 habitantes e uma densidade populacional de 3 056,26 h/km². Tem uma área total de 109,16 km².
Recebeu o estatuto de cidade em 1 de Dezembro de 1922.

## Cidades-irmãs
Kawagoe é cidade-irmã com os seis seguintes municípios japoneses e internacionais.

### Japão
- Nakasatsunai, Hokkaido, desde Novembro de 2002

- Obama, Fukui, desde Novembro de 1982

- Tanagura, Fukushima, desde Janeiro de 1972

### Internacional
- Autun, França,[3] desde Outubro de 2002
- Offenbach am Main, Alemanha,[3] desde Agosto de 1983
- Salem, Oregon, Estados Unidos, desde Agosto de 1986
- Jacareí, São Paulo (estado), Brasil,[4][5] desde Agosto de 1977